# بالی‌واتر
بالی‌واتر (به انگلیسی: Ballywalter) یک روستا در بریتانیا است که در شهرستان داون واقع شده‌است. بالی‌واتر ۲٬۰۲۷ نفر جمعیت دارد.